# Градиње (Опртаљ)
Градиње (хрв. Gradinje, итал. Gradigne) је насељено место у општини Опртаљ, Истарска жупанија, Хрватска.

## Историја
До територијалне реорганизације у Хрватској било је у саставу старе општине Бузет.

## Становништво
У попису становништва из 2011. године, Градиње је имало 116 становника.
| Број становника према пописима | Број становника према пописима | Број становника према пописима | Број становника према пописима | Број становника према пописима | Број становника према пописима | Број становника према пописима | Број становника према пописима | Број становника према пописима | Број становника према пописима | Број становника према пописима | Број становника према пописима | Број становника према пописима | Број становника према пописима | Број становника према пописима | Број становника према пописима |
| ------------------------------ | ------------------------------ | ------------------------------ | ------------------------------ | ------------------------------ | ------------------------------ | ------------------------------ | ------------------------------ | ------------------------------ | ------------------------------ | ------------------------------ | ------------------------------ | ------------------------------ | ------------------------------ | ------------------------------ | ------------------------------ |
| 1857                           | 1869                           | 1880                           | 1890                           | 1900                           | 1910                           | 1921                           | 1931                           | 1948                           | 1953                           | 1961                           | 1971                           | 1981                           | 1991                           | 2001                           | 2011                           |
| 0                              | 0                              | 250                            | 263                            | 248                            | 267                            | 0                              | 0                              | 287                            | 286                            | 230                            | 175                            | 174                            | 165                            | 142                            | 116                            |

Напомена: Године 1857, 1869, 1921. и 1931. подаци су садржани у насељима Опртаљ и Зрењ. Године 1880. и 1890. исказивано као део насеља.